# Eucalyptus caliginosa
Espèce
Classification phylogénétique
Répartition géographique
Eucalyptus caliginosa est une espèce de plantes à fleurs du genre Eucalyptus et de la famille des Myrtaceae. C'est un arbre australien de taille moyenne commun dans les pâturages de la Nouvelle-Angleterre. Il fleurit à la fin de l'automne et en hiver sur les plateaux du nord de Nouvelle-Galles du Sud et ses fleurs sont appréciées pour la fabrication de miel.
C'est un arbre de 25 m de haut, à écorce gris à rouge-brun, fibreuse, filandreuse, fissurée longitudinalement. L'écorce est rouge-brun pour les petites branches. Le tronc droit et long est surmonté d'une couronne dense.
Il se reproduit par graines. Il nécessite une ombre légère lorsqu'il est jeune.
Cet arbre est résistant à la sécheresse et au gel et peut s'adapter à la plupart des sols bien drainés.